# Кипятильник
Кипяти́льник — водонагревающее устройство для кипячения воды. Бывает непрерывного (к примеру титан) и периодического действия (наливные). Нагрев может производиться электрическим током, паром, сжиганием газа, твёрдого топлива.

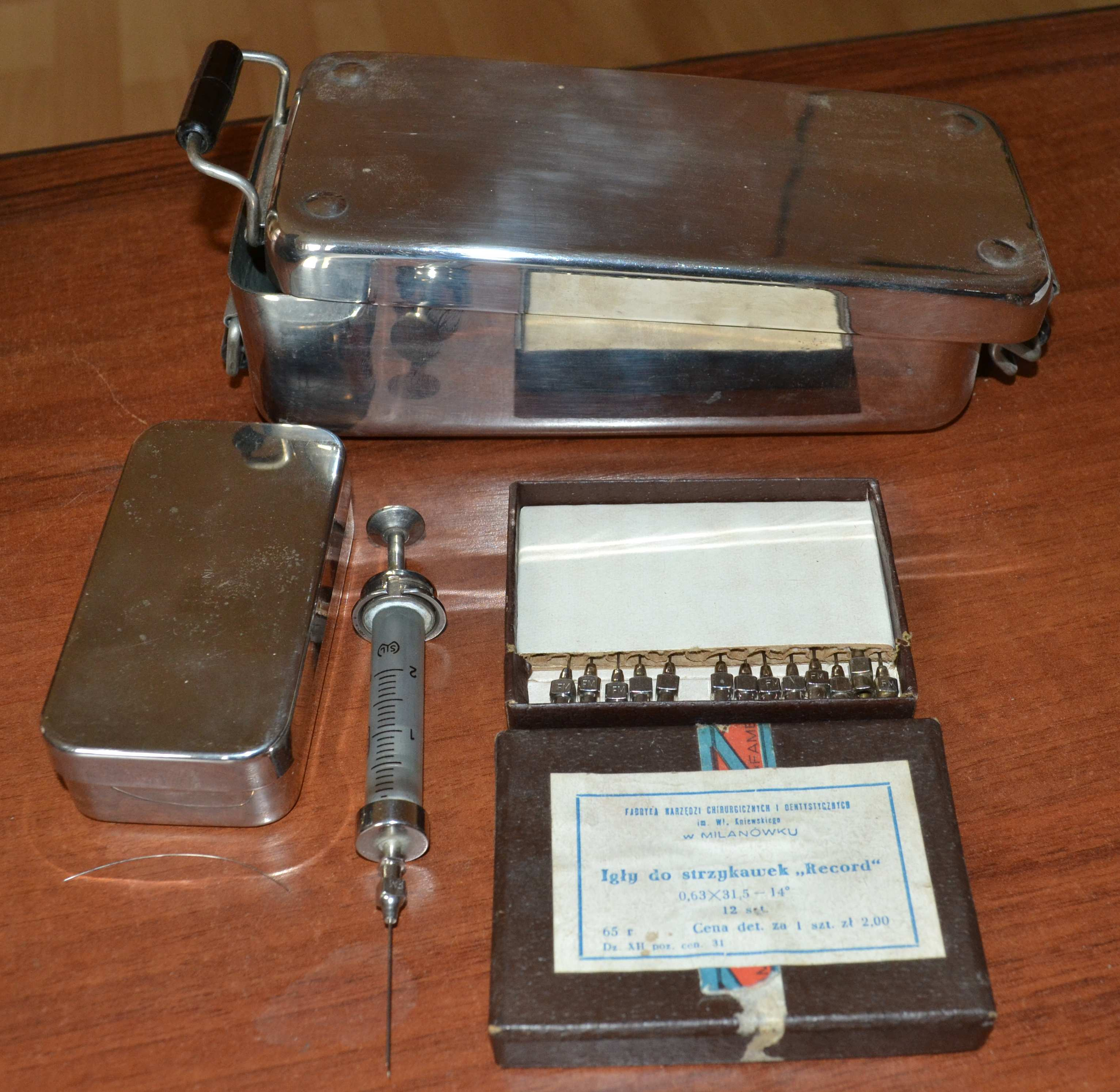
Инъекционный шприц типа «Рекорд», набор игл к нему и 2 дезинфекционных кипятильника (наплитных)

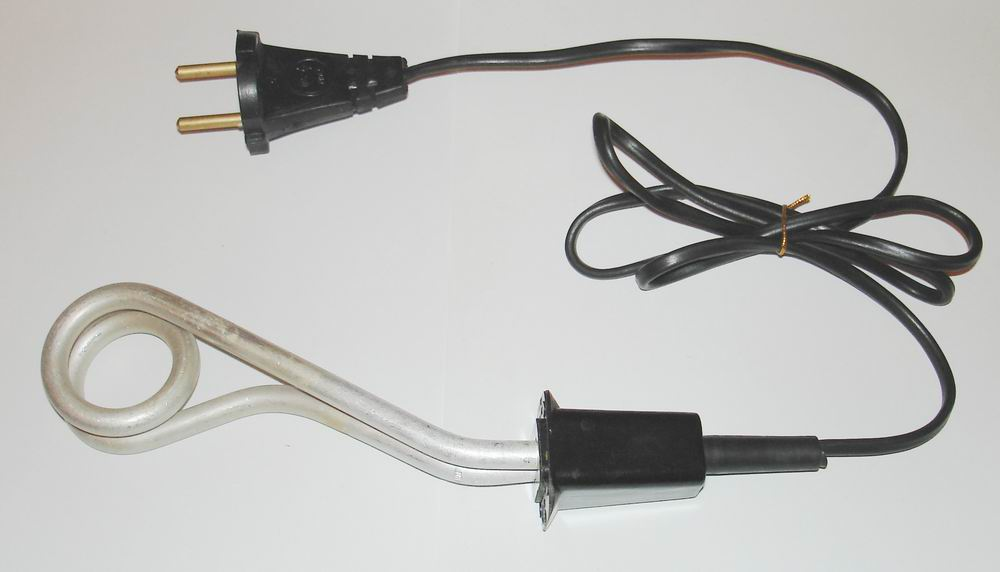
Миниатюрный бытовой погружной электрокипятильник, для кипячения воды в кружке

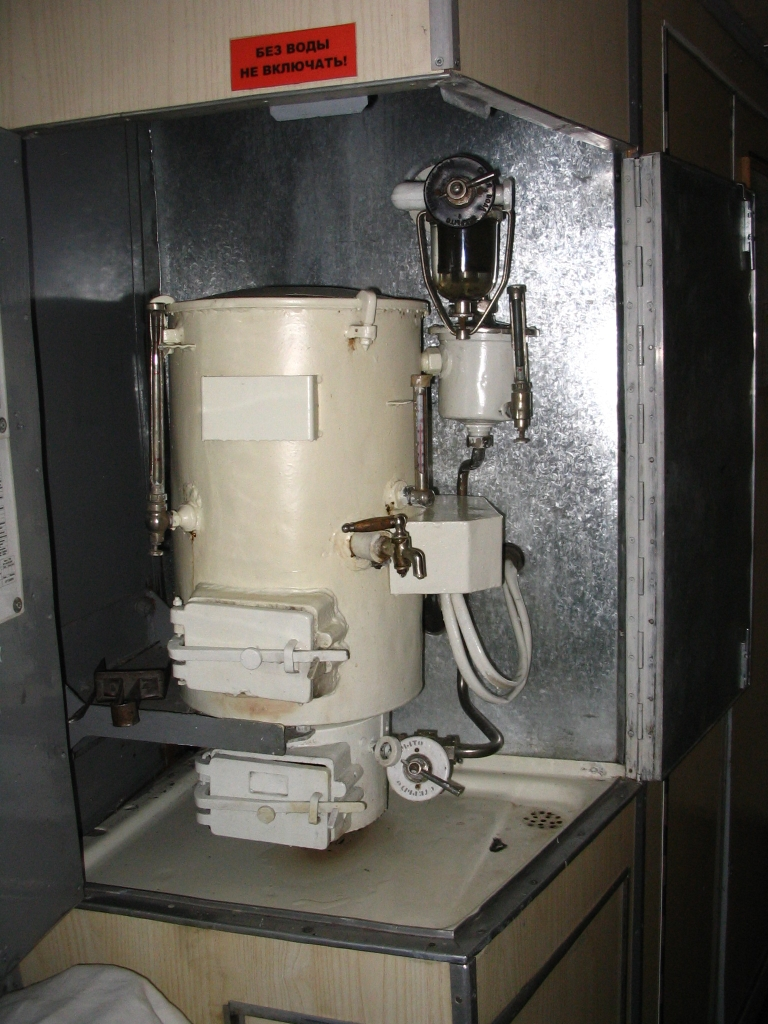
Комбинированный (твердотопливный/электрический) кипятильник вагонный КВ-1М в пассажирском железнодорожном вагоне

Электрокипяти́льник — электроприбор, кипятильник предназначенный для нагрева и кипячения воды в бытовых и в производственных целях при помощи электрического тока.
Бытовой компактный электрокипятильник в отличие от электрического чайника не имеет сосуда для жидкости и предполагает погружение в жидкость. В качестве нагревательного элемента в кипятильнике используется ТЭН. Кипятильник прост по конструкции, дёшев и очень компактен, благодаря чему он получил широкое распространение. Состоит из нагревательного элемента, колодки, шнура питания с вилкой и крючка (зацепа). Оболочка нагревательного элемента может быть выполнена из алюминиевого сплава с осветлением латуни, меди или железа с никелированным покрытием наружной поверхности. Зацеп служит для установки кипятильника в сосуд.
Размеры нагревательного элемента (диаметр и общая длина нагревателя) как и энергопотребление зависят от требуемых размеров сосуда, номинального объёма нагреваемой жидкости и требуемого времени нагрева. Так существуют кипятильники от 0,5 кВт до 2 кВт.

## История изобретения

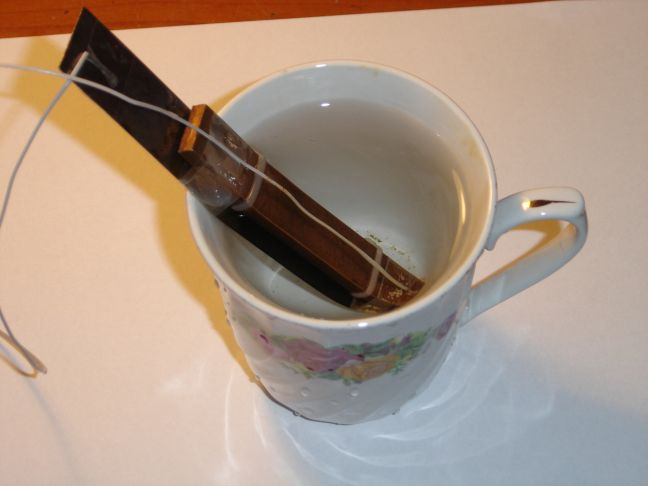
«Бульбулятор» — простейший самодельный открытый (незащищённый) электрический кипятильник из двух плоских проводников разделённых изолятором основанный на электропроводности недистиллированной воды, упоминаемый также часто в художественной литературе. Подобные кипятильники представляют опасность короткого замыкания и для жизни при использовании высокого сетевого напряжения в случае случайного соприкосновения с проводниками или с водой и заземлённым предметом

Кипятильник был изобретен в 1924 году немецким изобретателем Теодором Штибелем, основателем компании STIEBEL ELTRON. Вследствие непосредственного контакта между нагревательным элементом и нагреваемой жидкостью КПД кипятильника достигает 97 %. Однако, в силу скорого изобретения более удобных в быту электроприборов, как, например, электрочайника, кипятильник не снискал популярности на родине.
Значительно большую популярность кипятильник обрел в Советском Союзе в 1930-е годы во время сталинской индустриализации. Несмотря на широкую электрификацию страны, для нагревания воды население традиционно использовало неэффективные методы, основанные на сжигании пиломатериалов. Ситуация изменилась в 1922 году, когда Александр Чичкин, крупный российский молокоторговец вернулся из эмиграции в Советский Союз. По рекомендации Молотова и Микояна он становится старшим консультантов Наркомата торговли СССР. Во время железнодорожного путешествия по Сибири Чичкин показывает Микояну привезенный из Франции кипятильник, заваривая чай прямо в купе вагона. Пораженный достижением западной промышленности Микоян рапортует Сталину о необходимости внедрения изобретения в массы. Уже через год, в 1923 году по распоряжению Сталина в городе Ачинск близ Красноярска строится первый в стране кипятильный завод.

## Безопасность

### Пожарная безопасность
Кипятильник разрешено включать лишь погруженным в нагреваемую жидкость, иначе возможен перегрев, часто приводящий к взрыву кипятильника и, в некоторых случаях, пожару. Во избежание перегрева (например, при оставлении кипятильника без присмотра и выкипании всей жидкости), в кипятильник встраивают биметаллический предохранитель, рассчитанный согласно ГОСТу на отключение при нагревании свыше 200 градусов Цельсия. Не все производители выполняют это требование, поэтому при покупке следует быть внимательными.
Согласно данным МЧС России, неправильное использование кипятильника — одна из наиболее распространенных причин пожаров в жилых домах наряду с курением в постели и поджогами.

### Электробезопасность
Недопустимо прикасаться к нагреваемой жидкости: вилка кипятильника не имеет заземляющего контакта, поэтому в случае нарушения герметичности оболочки ТЭНа и отсутствия в электросети УЗО, возможно поражение электрическим током.

## Кипятильник в культуре
В силу запрета на использование электрочайников в учреждениях российской пенитенциарной системы, кипятильник играет значительную роль в культуре заключенных.
 
Этот факт отражен, например, в песне Ильдара Южного «Баночка с чифиром»: 
Баночка с чифиром, кипятильник на столе,

Пачка «Беломора» — все казённое на мне